# La Forest-Landerneau
La Forest-Landerneau è un comune francese di 1 858 abitanti, situato nel dipartimento del Finistère nella regione della Bretagna.

## Società

### Evoluzione demografica
Abitanti censiti